# Paul Barbarin
Adolphe Paul Barbarin (5 de mayo de 1899-17 de febrero de 1969) fue un baterista

## Biografía
Barbarian creció en Nueva Orleans en el seno de una familia con intereses musicales, su padre, tres de sus hermanos y su sobrino (Danny Barker) fueron músicos profesionales. Babarian fue en sus inicios, miembro de la Silver Leaf Orchestra y de la Young Olympia Band. Se mudó a Chicago en 1917 donde trabajó con Freddie Keppard y Jimmie Noone. Entre 1925 y 1927, formó parte de la banda de King Oliver. Posteriormente se mudó a Nueva York donde tocó con la banda de Luis Russell durante cuatro años. Tras dejar a Russel, trabajó un tiempo como freelance, antes de regresar de nuevo a la banda, cuando esta se convirtió en el grupo de apoyo a Louis Armstrong. A partir de 1942, se unió al sexteto de Red Allen, en 1944 trabajó con Sidney Bechet y con Art Hodes en 1953. En 1955 fundó the Onward Brass Band en Nueva Orleans, pasó ya el resto de su vida como líder de la banda.
Barbarin falleció el 17 de febrero de 1969, mientras tocaba la batería durante un desfile de Mardi Gras.